# ويليام وارد (لاعب كريكت)
ويليام وارد (24 مايو 1874 في المملكة المتحدة - 13 ديسمبر 1961) (بالإنجليزية: William Ward)‏ هو لاعب كريكت بريطاني (وحمل سابقاً جنسية المملكة المتحدة لبريطانيا العظمى وأيرلندا). لعب مع نادي وارويكشاير للكريكيت ‏.

## وصلات خارجية
- ويليام وارد على موقع إي آس بي آن كريك إنفو (الإنجليزية)